# ウイニングポスト2
『ウイニングポスト2』 (Winning Post 2) は、1995年3月18日に日本の光栄から発売されたスーパーファミコン用育成シミュレーションゲーム。
同社の『ウイニングポストシリーズ』第2作目。競走馬を育成し、30年の間にG1レースをすべて制覇する事を目的としている。基本的なゲームシステムは前作から引き継がれているが、前作と比較してグラフィックが向上し開催レースが倍以上に増加した事が特徴。
開発は光栄が行い、プロデューサーはシブサワ・コウ、音楽はシンガーソングライターのタケカワユキヒデおよび楠瀬誠志郎の他、作曲家の小西貴雄、前作を手掛けた山崎洋一、日本ファルコムのパソコン用ソフト『リバイバル ザナドゥ』（1995年）を手掛けた新井智詞が担当している。
シリーズ中唯一パソコン版よりも家庭用ゲーム機版（スーパーファミコン版）が先に発売された。これはコーエーのシミュレーションゲーム全体の中でも珍しいケースであった。後にパソコン用ソフト『ウイニングポスト2 Plus』として発売された他、データをそれぞれの年度のものに変更した『ウイニングポスト2 プログラム'96』、『ウイニングポスト2 ファイナル'97』が家庭用ゲーム機において発売された。2001年には本作を基調としたゲームボーイアドバンス用ソフト『ウイニングポスト for ゲームボーイアドバンス』が発売された。
PlayStation版『ウイニングポスト2』はゲーム誌『ファミ通』の「クロスレビュー」にてゴールド殿堂を獲得した。

## ゲーム内容

### システム
前述のようにプレイ期間は30年に限定されている。複数の競走馬を所有した状態でゲームがスタートし、一定の条件を満たすことで競走馬を生産するための牧場を開設することが可能な点は前作と変わりがない。事務所や牧場、厩舎、競馬場などでコンピュータRPGのようにキャラを動かしてゲームを進行させるのが最大の特徴の一つである。また、ゲーム内で人間関係を広げていく点に重点が置かれている。
毎年シナリオスーパーホース（SSH）と呼ばれるスーパーホース（SH）が牡馬牝馬3頭ずつ計6頭登場し、所有馬のライバルとして立ちはだかる。うち30頭の馬名は公募で決められた。SSHの競走馬名にはそれぞれ由来があり、ゲーム中でそれを聞くことが可能。SSHを含むSHについては、下半身の筋肉のつき方（盛り上がりの大きさ）によって視覚的に見分けることが可能である。ゲーム中に登場する新人騎手のうち10名の氏名はSSHの馬名公募で案が採用されなかった応募者の氏名からつけられた。それらの騎手名の中には、その後のシリーズ作品でも引き続き使用されたものもある。
地方競馬のレースへの出走が可能となり（帝王賞、ブリーダーズゴールドカップなど）、出走できる海外レースも増えた（英ダービー、キングジョージ、アーリントンミリオン、ブリーダーズカップなど）。出走可能なレース数はシリーズ後半の作品のほうが多い。また、それぞれのレースに出走するために満たすべき条件はシリーズによって異なる。
競走馬の生産についてみると、家庭用ゲーム機版では前作「1」と同様、両親の能力が競走馬の能力決定に占める割合が非常に高かった。そのため、頭数の限られたスーパーホースを市場で購入し、スーパーホース同士を交配させることが最も重要な攻略法であったが、ユーザーからは競走馬生産システムの充実を望む声が寄せられた。これを受けてPC版「Plus」では生産システムの向上が図られ、ニックスなど生産において産駒の能力を向上させるための「配合理論」が導入された。配合理論は、次作「3」においてより拡充し重要度を増すこととなった。
PC版ではダート適性が高いと芝では能力が発揮できない、条件を満たすと所有馬を40頭まで持つ事が出来る、牧場を最大まで拡張すると40頭の繁殖牝馬を持つ事が出来る等の特徴がある。
「プログラム'96」では一部作品に30年間複数のプレイヤーがペーパーオーナーゲーム（POG）を行うPOGモードが存在する（このモードではプレイヤーは毎年の競走馬の選択以外の行動はできない）。さらに「ファイナル'97」ではさらに次のような点が変更されている。
- 一部の騎手が実名で登場し、この試みは以後のシリーズ作品でも踏襲された。
- ゲーム開始時に4人の新人騎手から一人を専属騎手として選び育てることが可能。
- 特殊アイテムを所持することによって競走馬の能力を補正することが可能である。
- 競走馬の任意放牧が常に可能となった(放牧期間は指定できないが、必ず月末に帰厩する。2週目までなら当月末、3週目・4週目なら翌月末)
- パスワードによる種牡馬の引継ぎ

### イベント
稀代の名牝イベント
プレイヤー所有の競走馬が9戦9勝の牝馬三冠馬となり、さらに有馬記念への出走を予定していることにより発生する。
シュンライイベント
稀代の名牝イベントが発生したあとプレイヤー所有の牝馬三冠馬が有馬記念のレース中に故障を発症して競走馬を引退し繁殖牝馬となり、引退の翌々年に出産した仔が牝馬であった場合に発生。牝馬は「シュンライ」と名付けられ、競走馬となった後も成績に応じてイベントが続行する（母と同じように牝馬三冠馬となり、さらに有馬記念へ出走することでイベントは完結する）。本作のオープニンググラフィックは、シュンライイベントの概要を示す内容となっている。

## 主な登場人物・スーパーホース

### 人物
秘書
- 有馬桜子

24歳。北海道出身。H短期大学卒。前作に引き続き秘書として登場。月給50万円。
- 井坂修三郎

45歳。東京都出身。M大学卒。他の秘書よりも1ランク上の能力を持っている。月給100万円。
- 宝塚菊夫

25歳。兵庫県出身。K大学中退。銀座の靴屋から転職した。テンポイントのファン。月給50万円。
- 安田五月

32歳。神奈川県出身。K女子大卒。競馬関係の会社に勤めた事があり知識は豊富。既婚者。トウショウボーイのファン。月給40万円。
- ビル・メッツ

30歳。カリフォルニア出身。L大学卒。海外のレースに詳しい。月給30万円。
- 結城江奈

18歳。埼玉県出身。T商業高校卒。気まぐれで秘書の仕事を選んだ。月給16万円。
牧場長
- 宮沢憲一

### スーパーホース
シナリオスーパーホースと呼ばれるスーパーホースが登場するが、その中には血統が予め設定されているものがある。ただし母親についてはプレイヤーが当該繁殖牝馬を所有している場合には設定とは異なる血統となる。以下、主なシナリオスーパーホースの系統を記述する。
サードステージ
｜ウインドバレー
｜｜ラストステージ
｜｜ウイニングポスト
アンビリーバブル
｜アンストッパブル
｜｜ホワイトノーズ
｜｜バルジョー
｜｜｜メジュール
ユーエスエスケープ
｜チャンプエンブレム
｜｜チャンピオンシップ → ミスティユー
パッションボンバー
｜ノーザンヴァース
｜｜イシヤキビビンバ
｜｜ビッグプレゼント
サプライズメーカー
｜エレガントメーカー（牝馬）
｜｜ビッグプレゼント
ダークレジェンド
｜アトミックフェザー → アガールズソング
スーパーシュート → ホワイトガール、レプトス
｜ファインゴール
コバーン
｜レジェンドシンガー
なお、サードステージとアンビリーバブルのサイアーラインは、多少の年代のズレはあるが、概ねライバルとして対戦する事を想定した年代に出現する。
これは、サードステージの父の父にあたるシンボリルドルフとアンビリーバブルの父にあたるギャロップダイナの因縁を絡めた壮大なライバル物語としての構図を想定していることが、当時発売された攻略本で説明されていた。

## 他機種版

### 一覧
| No. | タイトル                                             | 発売日        | 対応機種                                    | 開発元   | 発売元   | メディア                                              | 型式                                       | 備考                                 | 出典               |
| --- | ---------------------------------------------------- | ------------- | ------------------------------------------- | -------- | -------- | ----------------------------------------------------- | ------------------------------------------ | ------------------------------------ | ------------------ |
| 1   | ウイニングポスト2                                    | 1996年3月22日 | PlayStation セガサターン                    | 光栄     | 光栄     | CD-ROM                                                | PS:SLPS-00293 SS:T-7612G                   |                                      |                    |
| 2   | ウイニングポスト2 Plus                               | 1996年3月29日 | PC-9801                                     | 光栄     | 光栄     | 5インチフロッピーディスク 3.5インチフロッピーディスク | 5":KN10971010 3.5"KN10971020               |                                      |                    |
| 3   | ウイニングポスト2 Plus with PK                       | 1996年8月23日 | PC-9801                                     | 光栄     | 光栄     | 3.5インチフロッピーディスク                           | -                                          |                                      |                    |
| 4   | ウイニングポスト2 プログラム'96                      | 1996年10月4日 | スーパーファミコン PlayStation セガサターン | 光栄     | 光栄     | SFC:24メガビットロムカセット PS.SS:CD-ROM             | SFC:SHVC-AW9J-JPN PS:SLPS-00509 SS:T-7620G |                                      |                    |
| 5   | ウイニングポスト2 ファイナル'97                      | 1997年10月2日 | PlayStation セガサターン                    | 光栄     | 光栄     | CD-ROM                                                | PS:SLPS-01020 SS:T-7647G                   |                                      |                    |
| 6   | ウイニングポスト2 KOEI BEST コレクション             | 1998年4月9日  | セガサターン                                | コーエー | コーエー | CD-ROM                                                | T-7666G                                    | 廉価版                               |                    |
| 7   | ウイニングポスト2 プログラム'96 PlayStation the Best | 1998年7月23日 | PlayStation                                 | コーエー | コーエー | CD-ROM                                                | SLPS-91082                                 | 廉価版                               |                    |
| 8   | ウイニングポスト for ゲームボーイアドバンス          | 2001年3月21日 | ゲームボーイアドバンス                      | コーエー | コーエー | ロムカセット                                          | AGB-P-AWPJ                                 | ゲームボーイアドバンス本体と同時発売 | [ 8 ] [ 9 ] [ 10 ] |

### ウイニングポスト for ゲームボーイアドバンス
2001年3月21日にコーエー（現・コーエーテクモゲームス）から発売されたゲームボーイアドバンス用競馬シミュレーションゲーム。ゲームボーイアドバンスのローンチタイトルのひとつ。
低年齢層向けのソフトで難易度は低く設定されている。ゲーム開始から50年間は『2』と同様SSHが登場するが、プレイ年数に制限はない。登場人物、グラフィックは『4』のものを使用している。

## 開発
加齢・引退の概念が騎手や調教師にのみ存在し、馬主であるプレイヤー自身に存在しないことにプロデューサーが疑問を感じ、プレイヤーも加齢するシステムを導入した。それにより本作ではプレイ期間が30年に限定されることになった。このシステムについてユーザーから賛否両論の意見が寄せられた。

## 音楽
イメージソング
- 「香水工場」
  - 作詞：売野雅勇 / 作曲：楠瀬誠志郎 / 編曲：小西貴雄 / 歌：UNIT33（団優太&中村獅童）
- 「永遠の少年」
  - 作詞：売野雅勇 / 作・編曲：小西貴雄 / 歌：UNIT33

## 評価

### ウイニングポスト2
スーパーファミコン版
ゲーム誌『ファミ通』の「クロスレビュー」では、8・6・7・8の合計29点（満40点）、『ファミリーコンピュータMagazine』の読者投票による「ゲーム通信簿」での評価は以下の通り、22.3点（満30点）となっている。
| 項目 | キャラクタ | 音楽 | お買い得度 | 操作性 | 熱中度 | オリジナリティ | 総合 |
| 得点 | 3.7        | 3.5  | 3.6        | 3.7    | 4.0    | 3.8            | 22.3 |

PlayStation版
ゲーム誌『ファミ通』の「クロスレビュー」では、8・8・8・8の合計32点（満40点）でゴールド殿堂を獲得、レビュアーからはゲームシステムに関して称賛する声が多く挙げられ、本田慈庵は秘書によるアドバイスや調教師や騎手、牧場主との交流など競馬好きにはたまらない要素であると評価、水ピンはプレイヤーの行動範囲が徐々に大きくなっていく事や、感情移入度を高める演出が多いと評価、イザベラ永野は会話中の専門用語が競馬用語辞典で確認できる点などにおいて「情報が整理されていて遊びやすい」と評価、乱舞吉田は競走馬の育成だけでなく馬主として疑似体験ができる点、調教師や騎手との人間関係や競馬用語辞典の存在などを肯定的に評価した。一方で、水ピンは全体的に処理速度が遅い事やレースシーンでの視点変更の制約が多く「見やすさにも迫力にも欠ける」と指摘、永野は「序盤はレース観戦がメインでちと退屈」と否定的な意見も挙げられた。
セガサターン版
ゲーム誌『ファミ通』の「クロスレビュー」では合計26点（満40点）となっている。

### ウイニングポスト2 プログラム'96
スーパーファミコン版
ゲーム誌『ファミ通』の「クロスレビュー」では合計23点（満40点）、『ファミリーコンピュータMagazine』の読者投票による「ゲーム通信簿」での評価は以下の通り、18.7点（満30点）となっている。
| 項目 | キャラクタ | 音楽 | お買い得度 | 操作性 | 熱中度 | オリジナリティ | 総合 |
| 得点 | 3.1        | 3.3  | 2.7        | 3.3    | 3.2    | 3.0            | 18.7 |

PlayStation版
ゲーム誌『ファミ通』の「クロスレビュー」では合計25点（満40点）となっている。
セガサターン版
ゲーム誌『ファミ通』の「クロスレビュー」では合計25点（満40点）となっている。

### ウイニングポスト2 ファイナル'97
PlayStation版
ゲーム誌『ファミ通』の「クロスレビュー」では合計25点（満40点）となっている。
セガサターン版
ゲーム誌『ファミ通』の「クロスレビュー」では合計25点（満40点）、『SATURN FAN』の読者投票による「ゲーム通信簿」での評価は以下の通り、20.8点（満30点）となっている
| 項目 | キャラクタ | 音楽 | お買い得度 | 操作性 | 熱中度 | オリジナリティ | 総合 |
| 得点 | 3.5        | 3.2  | 3.2        | 3.7    | 3.8    | 3.4            | 20.8 |

### ウイニングポスト for ゲームボーイアドバンス
ゲーム誌『ファミ通』の「クロスレビュー」では合計24点（満40点）となっている。